# Spargaloma perditalis
Spargaloma perditalis är en fjärilsart som beskrevs av Walker 1858. Spargaloma perditalis ingår i släktet Spargaloma och familjen nattflyn. Inga underarter finns listade i Catalogue of Life.